# Трубаково
Трубаково — деревня в Сямженском районе Вологодской области.
Входит в состав Ногинского сельского поселения, с точки зрения административно-территориального деления — в Ногинский сельсовет.
Расстояние по автодороге до районного центра Сямжи — 8 км, до центра муниципального образования Ногинской — 4,5 км. Ближайшие населённые пункты — Слободка, Ушаковская, Семениха.
По переписи 2002 года население — 4 человека.